# 福建省惠安螺城中学
25°02′27.82″N 118°47′37.72″E / 25.0410611°N 118.7938111°E
福建省惠安螺城中学，最初成立于1978年，位于中华人民共和国境内福建省泉州市惠安县螺城镇科山环绕，校园内总面积13489平方米,建筑面积10692平方米，是一所中华人民共和国人民政府创办的公办义务初中院校。